# Taylor Coppenrath
Taylor Burton Coppenrath (Barnet, Vermont; 8 de noviembre de 1981) es un exjugador de baloncesto estadounidense formado en la Universidad de Vermont. Desarrolló su carrera en Europa, principalmente en categorías menores del baloncesto español.

## Biografía
Tras jugar en el Club Melilla Baloncesto de la Liga LEB, procedente del Pallacanestro Biella de la Liga de baloncesto de Italia.
Firmó su mejor actuación en el partido ante el Club Baloncesto Villa Los Barrios, en la decimoséptima jornada de la temporada 2007/2008, en la que fue nombrado mejor jugador del partido.
En el 2010 firmó con el CB Murcia para intentar devolverlo a la Liga ACB con el que conseguiría el ascenso a la Liga ACB. 
En 2011, volvería a poner en práctica su condición de jugador ascensor, ya que firma con otro equipo de liga LEB, este caso en el Menorca Bàsquet para intentar devolverlo a la máxima categoría cómo ya consiguió en años anteriores en Alicante y Murcia.
Equipo con el que no empezó bien la temporada debido a un problema de ciática en la espalda, según las fuentes de información.
En verano de 2012 se encontraba sin equipo hasta que llegando a finales de agosto llega a un acuerdo con su exequipo, el Lucentum Alicante.